# Niederländische Badmintonmeisterschaft 2016
Die Niederländische Badmintonmeisterschaft 2016 fand vom 5. bis 7. Februar 2016 in Almere statt. 

## Austragungsort
- Topsportcentrum Almere, Almere

## Medaillengewinner
| Disziplin    | Gold                      | Silber                          | Bronze                                |
| ------------ | ------------------------- | ------------------------------- | ------------------------------------- |
| Herreneinzel | Erik Meijs                | Mark Caljouw                    | Dennis van Daalen De Jel              |
| Herreneinzel | Erik Meijs                | Mark Caljouw                    | Nick Fransman                         |
| Dameneinzel  | Soraya de Visch Eijbergen | Gayle Mahulette                 | Wendy Hoeve                           |
| Dameneinzel  | Soraya de Visch Eijbergen | Gayle Mahulette                 | Manon Sibbald                         |
| Herrendoppel | Jacco Arends Jelle Maas   | Ruben Jille Robin Tabeling      | Jim Middelburg Russell Muns           |
| Herrendoppel | Jacco Arends Jelle Maas   | Ruben Jille Robin Tabeling      | Dave Khodabux Justin Teeuwen          |
| Damendoppel  | Eefje Muskens Selena Piek | Samantha Barning Iris Tabeling  | Myke Halkema Lisa Khoeblal-Malaihollo |
| Damendoppel  | Eefje Muskens Selena Piek | Samantha Barning Iris Tabeling  | Alida Chen Cheryl Seinen              |
| Mixed        | Jacco Arends Selena Piek  | Robin Tabeling Samantha Barning | Jelle Maas Cheryl Seinen              |
| Mixed        | Jacco Arends Selena Piek  | Robin Tabeling Samantha Barning | Jim Middelburg Myke Halkema           |